# NGC 5889
NGC 5889 (другое обозначение — PGC 54317) — спиральная галактика с перемычкой (SBb) в созвездии Волопас.
Этот объект входит в число перечисленных в оригинальной редакции «Нового общего каталога».